# Estádio Florestal
Estádio Florestal – stadion piłkarski, w Lajeado, Rio Grande do Sul, Brazylia, na którym swoje mecze rozgrywa klub Clube Esportivo Lajeadense.
Architektem stadionu był Loivo Muller.